# Полозово (Себезький район)
Полозово (рос. Полозово) — присілок в Себезькому районі Псковської області Російської Федерації.
Населення становить 11 осіб. Входить до складу муніципального утворення Красноармейська волость.

## Історія
Від 2015 року входить до складу муніципального утворення Красноармейська волость.

## Населення
| 2001 | 2002 | 2010 |
| ---- | ---- | ---- |
| 32   | ↗41  | ↘11  |